# Saab Catherina
Saab Catherina – koncepcyjny samochód sportowy zbudowany przez szwedzką markę Saab w 1964 roku. Pojazd oficjalnie zaprezentowano w Centrum Sportowym w Linköping 24 kwietnia 1965 roku.

## Historia i opis modelu

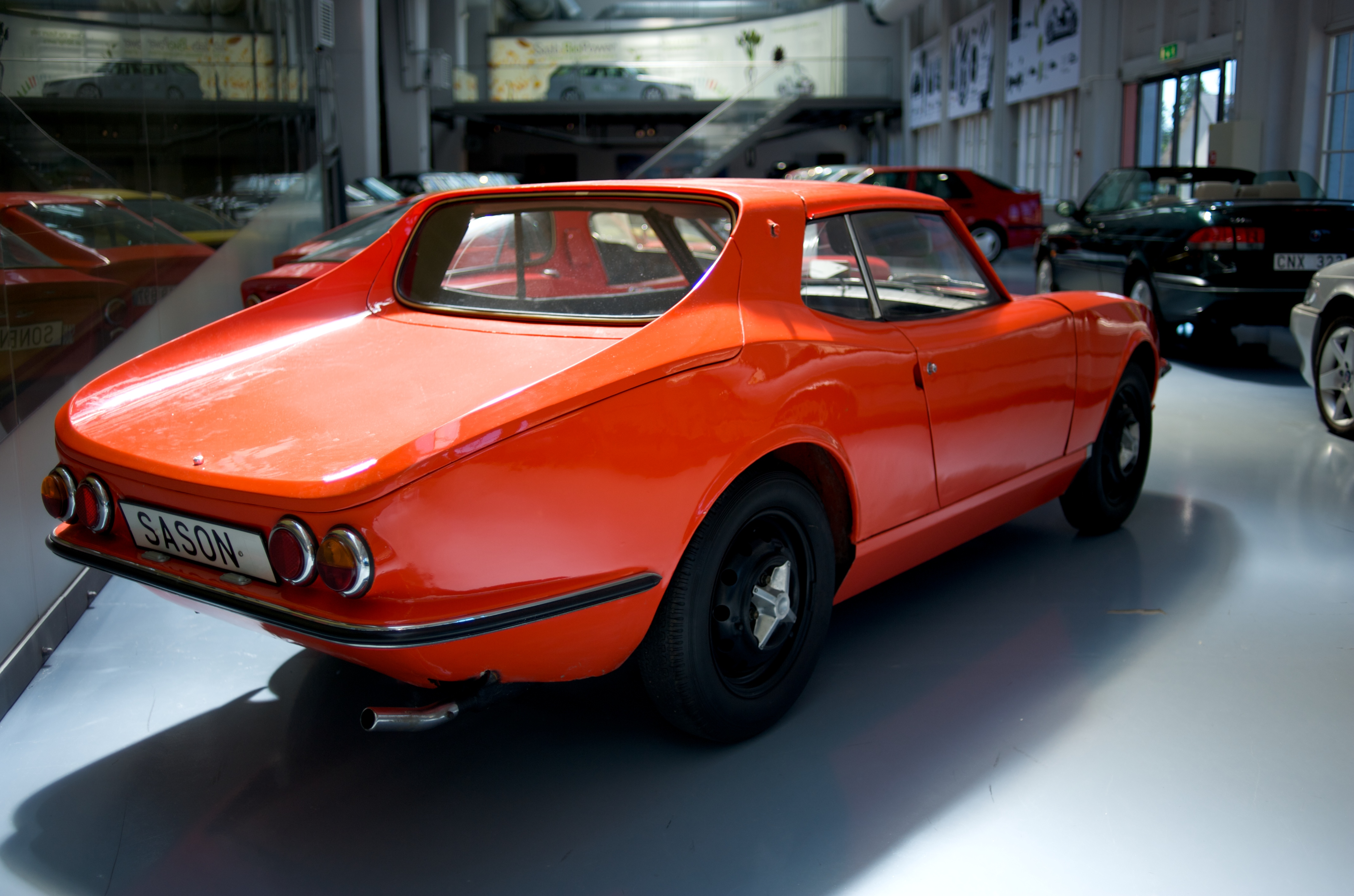
Tył modelu Catherina

Pojazd otrzymał m.in. zdejmowany sztywny dach oraz nowoczesne reflektory. Testy drogowe ujawniły potrzeby większego zaangażowania w rozwój konstrukcji zanim weszłaby do produkcji. 
Pojazd obecnie oglądać można w muzeum marki Saab w Trollhättan.